# Мирзаев, Гасан Ибрагим оглы
Мирзаев Гасан Ибрагим оглу (Гасан Мирза, азерб. Həsən Mirzə; 26 ноября 1927, Кавушуг — 25 февраля 2015, Баку) — азербайджанский филолог, профессор.

## Биография
Гасан Мирзаев родился в селе Кавушуг Даралаязского района западного Азербайджана в 1927 году. В 1948 году окончил среднюю школу, в 1950 году — Нахичеванский государственный педагогический институт, в 1955 году — Азербайджанский государственный педагогический институт, в 1977 году — Университет Марксизма-ленинизма с отличием. В 1965 году он защитил кандидатскую, а в 1987 году докторскую диссертацию по филологии. В 1968 году он получил дипломы доцента, а в 1990 году — профессора. Он был профессором, доктором филологических наук, заведующим «Кафедрой современного азербайджанского языка» в течение 21 года.
С 1948 года был членом Профсоюзной организации. С 21 ноября 1992 года Гасан Мирза являлся членом партии «Новый Азербайджан». До 24 января 1990 года входил в состаав Коммунистической партии.
Будучи членом Союза писателей и журналистов, был награжден « Золотым пером», «Почетной премией средств массовой информации», «Орденом Почета» (26.11.2002). 3 октября 2007 года был повторно награжден Орденом Почета" Президентом Ильхамом Алиевым за особые заслуги. 13 апреля 2009 года был награжден «Личным президентским грантом». 16 апреля 2010 года он был избран постоянным членом Европейской академии в Ганновере.
Долгое время являлся заместителем Председателя Республиканской организации Совета Агсаггаллар (Совет по делам престарелых). Он был избран депутатом сельсовета в 1959 году, Бакинского городского Совета в 1990 году, первой сессии Милли Меджлиса в 1998 году, второй сессии Милли Меджлиса в 2000 году. Он также был членом комитета по образованию, этике и топологии Милли Меджлиса, комиссии по топономии.
Был женат, имел пятеро детей.
Гасан Мирзаев скончался 25 февраля 2015 года в Баку и был похоронен на второй Почетной аллее.